# Silver Broom 1976
Air Canada Silver Broom 1976 var det 18. VM i curling for mænd. Turneringen blev arrangeret af International Curling Federation og afviklet i arenaen Memorial Auditorium i Duluth, USA i perioden 22. – 28. marts 1976 med deltagelse af ti hold. USA var VM-værtsland for anden gang.
Mesterskabet blev for tredje gang i mesterskabets historie vundet af USA, som besejrede Skotland med 6-5 i finalen. Tredjepladsen gik til de forsvarende mestre fra Schweiz, som tabte 3-5 til Skotland i semifinalen, og som var bedre placeret i grundspillet end den anden tabende semifinalist, Sverige. USA's vinderhold kom fra Hibbing Curling Club i Minnesota og bestod af Bruce Roberts, Joe Roberts, Gary Kleffman og Jerry Scott.
Danmark blev repræsenteret af et hold fra Hvidovre Curling Club bestående af Ole Larsen, Jørn Blach, Freddy Bartelsen og Jørn Jørgensen. Holdet endte på tiendepladsen efter én sejr og otte nederlag.

## Resultater
De ti deltagende hold spillede en enkeltturnering alle-mod-alle. De fire bedste hold gik videre til semifinalerne, hvor de spillede om to pladser i finalen. Tjedjepladsen gik til den af de tabende semifinalister, der endte bedst placeret i grundspillet.

### Grundspil
| Runde | Kampe                   | Kampe | Kampe              | Kampe | Kampe                   | Kampe | Kampe                  | Kampe | Kampe                 | Kampe |
| ----- | ----------------------- | ----- | ------------------ | ----- | ----------------------- | ----- | ---------------------- | ----- | --------------------- | ----- |
| 1     | Sverige - Vesttyskland  | 9-3   | Norge - Canada     | 3-5   | USA - Frankrig          | 15-30 | Italien – Schweiz      | 2-8   | Skotland – Danmark    | 7-5   |
| 2     | Schweiz – Danmark       | 9-8   | Frankrig – Italien | 1-7   | Sverige – Norge         | 5-6   | USA – Skotland         | 10-40 | Vesttyskland – Canada | 4-8   |
| 3     | Norge – Italien         | 5-4   | Sverige – Danmark  | 10-10 | Vesttyskland – Skotland | 9-2   | Canada – Frankrig      | 05-10 | USA – Schweiz         | 10-50 |
| 4     | Sverige – Canada        | 8-5   | Norge – USA        | 02-10 | Frankrig – Danmark      | 9-4   | Vesttyskland – Schweiz | 2-4   | Italien – Skotland    | 4-5   |
| 5     | Vesttyskland – Frankrig | 02-12 | Canada – Italien   | 4-7   | Norge – Schweiz         | 05-10 | Sverige – Skotland     | 5-7   | USA – Danmark         | 12-30 |
| 6     | Canada – USA            | 05-10 | Schweiz – Skotland | 5-4   | Vesttyskland – Italien  | 2-5   | Norge – Danmark        | 9-6   | Sverige – Frankrig    | 7-8   |
| 7     | Frankrig – Skotland     | 3-5   | Italien – Danmark  | 10-30 | Sverige – USA           | 9-3   | Canada – Schweiz       | 2-7   | Vesttyskland – Norge  | 5-3   |
| 8     | USA – Italien           | 8-3   | Norge – Frankrig   | 5-4   | Canada – Skotland       | 2-6   | Vesttyskland – Danmark | 8-5   | Sverige – Schweiz     | 6-3   |
| 9     | Norge – Skotland        | 4-6   | Vesttyskland – USA | 03-11 | Frankrig – Schweiz      | 7-9   | Sverige – Italien      | 6-9   | Canada – Danmark      | 08-10 |
| TB    | Sverige – Italien       | 8-4   |                    |       |                         |       |                        |       |                       |       |

| Plac. | Hold         | Vundne | Tabte |
| ----- | ------------ | ------ | ----- |
| 1.    | USA          | 8      | 1     |
| 2.    | Schweiz      | 7      | 2     |
| 3.    | Skotland     | 6      | 3     |
| 4.    | Sverige      | 5      | 4     |
| 5.    | Italien      | 5      | 4     |
| 6.    | Norge        | 4      | 5     |
| 7.    | Frankrig     | 4      | 5     |
| 8.    | Vesttyskland | 3      | 6     |
| 9.    | Canada       | 2      | 7     |
| 10.   | Danmark      | 1      | 8     |

### Slutspil
| Runde       | Kamp               | Res. |
| ----------- | ------------------ | ---- |
| Semifinaler | USA - Sverige      | 9-3  |
| Semifinaler | Skotland - Schweiz | 5-3  |
| Finale      | USA - Skotland     | 6-5  |

| Finale   | Finale |  | 1 | 2 | 3 | 4 | 5 | 6 | 7 | 8 | 9 | 10 | EE |  | Total |
| -------- | ------ |  | - | - | - | - | - | - | - | - | - | -- | -- |  | ----- |
| USA      |        |  | 0 | 2 | 0 | 2 | 0 | 0 | 1 | 0 | 0 | 1  | -  |  | 6     |
| Skotland |        |  | 0 | 0 | 1 | 0 | 1 | 2 | 0 | 1 | 0 | 0  | -  |  | 5     |

### Samlet rangering
| Plac. | Hold         | 4                  | 3               | 2                 | 1                |
| ----- | ------------ | ------------------ | --------------- | ----------------- | ---------------- |
| Guld  | USA          | Bruce Roberts      | Joe Roberts     | Gary Kleffman     | Jerry Scott      |
| Sølv  | Skotland     | Bill Muirhead      | Derek Scott     | Len Dudman        | Roy Sinclair     |
| 3.    | Schweiz      | Adolf Aerni        | Martin Sägesser | Martin Plüss      | Robert Stettler  |
| 4.    | Sverige      | Kjell Edfalk       | Roger Svanberg  | Bengt Cederwall   | Mats Olofsson    |
| 5.    | Italien      | Giuseppe dal Molin | Anderea Pavani  | Enea Pavani       | Leone Rezzadore  |
| 6.    | Norge        | Kristian Sørum     | Eigil Ramsfjell | Gunnar Meland     | Gunnar Sigstadsø |
| 7.    | Frankrig     | André Tronc        | Gerard Pasquier | Richard Duvillard | Henri Woehrling  |
| 8.    | Vesttyskland | Klaus Kanz         | Manfred Rösgen  | Manfred Schulze   | Adalbert Mayer   |
| 9.    | Canada       | Jack MacDuff       | Toby McDonald   | Doug Hudson       | Ken Templeton    |
| 10.   | Danmark      | Ole Larsen         | Jørn Blach      | Freddy Bartelsen  | Jørn Jørgensen   |